# Joelija Borisova
Joelija Konstantinova Borisova (Russisch: Юлия Константиновна Борисова) (Moskou, 17 maart 1925 – aldaar, 8 augustus 2023) was een Russisch film- en theateractrice uit de Sovjet-Unie. Zij speelde meer dan zestig jaar in het Vachtangov-theater. Een van haar beroemdste televisierollen is die in De idioot.
Naast actrice was zij ook actief als politicus in de Opperste Sovjet van de Sovjet-Unie in 1963.
Borisova overleed op 98-jarige leeftijd.